# Stephanorrhina neumanni
Stephanorrhina neumanni är en skalbaggsart som beskrevs av Hermann Julius Kolbe 1897. Stephanorrhina neumanni ingår i släktet Stephanorrhina och familjen Cetoniidae. Utöver nominatformen finns också underarten S. n. ruteri.